# Dintesheim
Dintesheim là một đô thị thuộc huyện Alzey-Worms, bang Rheinland-Pfalz, nước Đức. Đô thị Dintesheim có diện tích 1,96 km².